# Subulistomella rufa
Subulistomella rufa is een keversoort uit de familie buitelkevers (Eucinetidae). De wetenschappelijke naam van de soort werd in 1980 gepubliceerd door Sakai.